# Phlogophora gamoeënsis
Phlogophora gamoeënsis is een vlinder uit de familie van de uilen (Noctuidae). De wetenschappelijke naam van de soort is voor het eerst geldig gepubliceerd in 1926 door Louis Beethoven Prout.